# Фатима Маада Био
Фатима Маада Био (в девичестве Джаббе, род. 27 ноября, 1980, Сефаду) — первая леди Сьерра-Леоне, жена президента Джулиуса Маада Био. Ранее вела успешную карьеру в кинематографе Нолливуда в роли актрисы, сценаристки и продюсера; стала номинанткой и лауреаткой ряда африканских премий, в частности, получила награду «Лучшая актриса второго плана» на ZAFAA Awards за фильм «Зеркальный парень» (2011).

## Биография
Фатима Джаббе родилась 27 ноября 1980 года в Сефаду в семье Тигиданкай и Умара Джаббе. Её мать родом из Сьерра-Леоне, а отец гамбиец. Она воспитывалась в мусульманской семье и придерживается этой религии. Начальное образование получила в Исламской школе Ансарул, после чего поступила в школу Святого Иосифа во Фритауне. Для получения высшего образования переехала в Лондон, где получила степень бакалавра искусств с отличием в исполнительном искусстве в Рохамптонском институте. Также обучалась журналистике в Лондонском колледже связи, Лондонский университет искусств; степень бакалавра получена в 2017 году.
В Лондоне Джаббе начала работать на кинематограф Нолливуда. Она работала в роли сценаристки, актрисы и продюсера над такими фильмами, как Battered, Shameful Deceit, Mr. Ibu in Sierra Leone, Expedition Africa и The Soul. За роль в фильме «Зеркальный парень» стала лауреатом премии ZAFAA Awards в 2011 году в номинации «Лучшая актриса второго плана».
В 2013 году получила награду «Женщина года» от All African Media. В том же 2013 году получила «Африканский Оскар» в номинации «Лучшая актриса», а также стала лауреатом Gathering of African Best Awards (GAB) за продвижение позитивного взгляда на африканцев во всём мире.

## Личная жизнь
Фатима была замужем за футболистом, от которого родила двух детей (Мохамеда и Тиду). 25 октября 2013 года вышла замуж за президента Сьерра-Леоне Джулиуса Маада Био, сыграв закрытую свадьбу в Лондоне. 27 июня 2014 года у пары родился сын, Хамза Маада Био, который скончался через три дня. 7 сентября 2015 года родилась дочь Амина.

## Благотворительность
Био финансирует несколько благотворительных фондов в Великобритании, в том числе Фонд Джона Утаки, который помогает африканским детям и молодым людям, борющимся с проблемами со здоровьем.